# Wahpeton (grup humà)
Els wahpetonwan (en dakota waȟpéthuŋwaŋ, "vila de la fulla", de wakhpe, fulla i tonwan vila) són una de les set divisions de la Nació Dakota de la Gran Nació Sioux. Majoritàriament estan registrats en la tribu reconeguda federalment Sisseton Wahpeton Oyate.

## Història

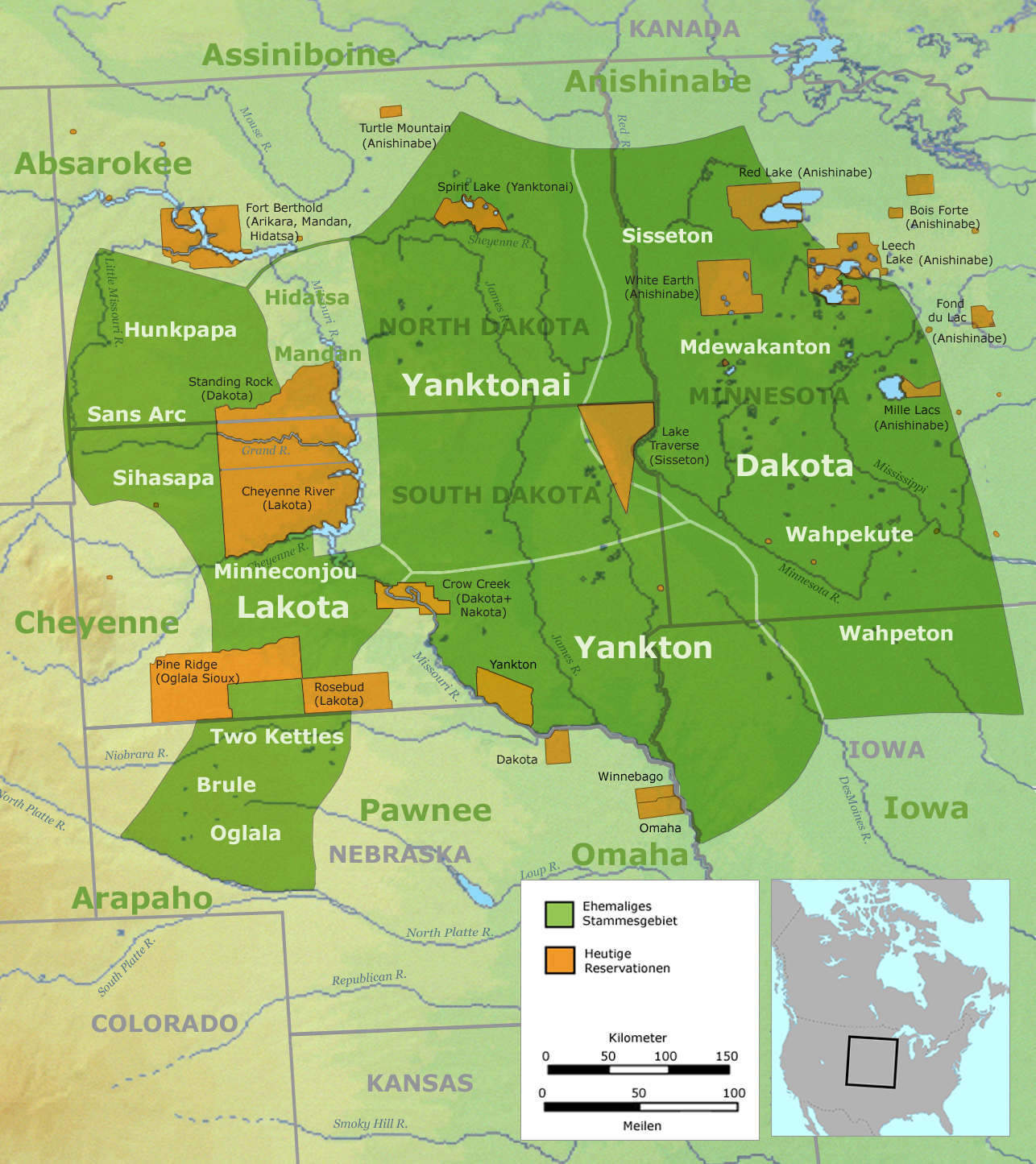
Territori original de la Gran Nació Sioux (en verd): els lakota (inclosos els sans arc o itazipco), els nakota (yanktonai i Tribu Yankton Sioux) i dakota, així com el territori de les reserves (taronja)

Les evidències històriques i lingüístiques demostren l'afinitat d'aquesta tribu amb els sisseton, wahpekute i mdewakanton. El 1680 Hennepin els esmenta vivint als voltants de Mille Lac, Minnesota, prop dels mdewakanton, sisseton i teton. En el seu mapa es col·loquen una mica al nord-est del llac. En 1700 Le Sueur situa els oudebatons, o "poble del riu", entre els sioux oriental, i els ocapetons, "llogaret del full", entre els sioux de l'oest. Atès que aquests noms semblen ser formes de wahpeton, és probable que s'apliquin als diferents pobles de la tribu, que posteriorment es van dividir en dues bandes. No va ser fins que Lewis i Clark en 1804 i Pike en 1806 van visitar el nord-oest que el nom va aparèixer de nou en la història. D'acord amb els primers (1804) residien al riu Minnesota, just per sobre de la seva desembocadura, i van afirmar que el seu territori ocupava fins a la desembocadura del riu Chippeway, cap al nord-est del riu Crow Wing.
Es van moure gradualment pel riu Minnesota, pel que en 1849 vivien al nord i l'oest dels wahpekute, i els seus llogarets s'estenien aigües amunt. Tenien un dels seus pobles més importants en les proximitats de Lac qui Parle. S'hi van establir missioners en 1835, data en la qual la tribu sumava prop de 1.500 persones. Segons Sibley els wahpeton inferiors es van trobar a la part inferior del riu Minnesota, a prop de Belleplaine; els pobles wahpeton superiors estaven a la vora del Lac qui Parle. reunits amb els sisseton a la reserva índia de Lake Traverse. Les estimacions de població variaven de 900 a 1.500. El 1909 els sisseton wahpeton plegats sota l'agència Sisseton, Dakota del Sud, eren uns 1.936. Participaren en la Guerra Dakota de 1862 de Minnesota.

## Divisió en bandes
Ashley esmena les següents bandes: inyancheyakaatonwan, takapsintonwanna, wiyakaotina, otechiatonwan, witaotina, wakpaatonwan, chankaghaotina, inkpa, mdeiyedan i inyangmani.

## Tribus actuals
Actualment formen part majoritàriament del Sisseton Wahpeton Oyate, però als Estats Units hi ha parts en la Tribu Spirit Lake, a la reserva índia de Lake Traverse, reserva índia de Flandreau i a la reserva índia Upper Sioux, i a les Primeres Nacions del Canadà Sioux Valley, Dakota Plains Wahpeton, Dakota Tipi, Canupawakpa Dakota, Standing Buffalo Dakota, Whitecap Dakota i Dakota Plains Wahpeton.